# Лама дей Пелини
Ла̀ма дей Пелѝни (на италиански: Lama dei Peligni) е село и община в Южна Италия, провинция Киети, регион Абруцо. Разположен е на 669 m надморска височина. Населението на общината е 1407 души (към 2010 г.).